# Chung kết giải vô địch bóng đá châu Âu 2024
Trận chung kết giải vô địch bóng đá châu Âu 2024 là trận đấu cuối cùng của Giải vô địch bóng đá châu Âu 2024, kì thứ 17 của giải đấu do UEFA tổ chức dành cho các đội tuyển bóng đá nam quốc gia. Trận đấu chứng kiến màn tranh tài giữa đội tuyển Tây Ban Nha và đội tuyển Anh, và được tổ chức vào ngày 14 tháng 7 năm 2024 trên sân vận động Olympic ở Berlin, Đức. Trên đường đi đến trận chung kết, Tây Ban Nha đứng nhất bảng B với ba trận toàn thắng, sau đó họ đánh bại các đội tuyển Gruzia ở vòng 16 đội, Đức ở tứ kết và Pháp ở bán kết. Trong khi đó, Anh đứng đầu bảng C với một trận thắng và hai trận hòa, trước khi đánh bại các đội tuyển Slovakia ở vòng 16 đội, Thụy Sĩ ở tứ kết qua loạt sút luân lưu, và sau đó là Hà Lan ở bán kết. Trận chung kết diễn ra trước sự chứng kiến của 65.600 khán giả, và người cầm còi điều khiển trận đấu này là François Letexier, trọng tài người Pháp.
Trận đấu được diễn ra với một thế trận khá ngang ngửa khi hai đội có những cơ hội liên tiếp để ghi bàn nhưng không thành, dẫn đến hiệp 1 khép lại mà không có bàn thắng nào được ghi. Cục diện của trận đấu chỉ thật sự thay đổi trong hiệp 2 khi Tây Ban Nha mở tỷ số với pha lập công của Nico Williams. Kể từ sau tình huống này, Tây Ban Nha đã dồn quân chơi tấn công tổng lực trước một hàng phòng ngự chắc chắn của Anh, nhưng họ đã phải nhận bàn thua bất ngờ từ chính đối thủ của mình với pha lập công của Cole Palmer. Mặc dù vậy, Tây Ban Nha vẫn biết cách xoay chuyển tình thế khi gặp khó khăn, và thành quả đã đến với họ khi Mikel Oyarzabal lập công ở những phút cuối cùng của trận đấu. Những phút sau đó chứng kiến Tây Ban Nha chơi nỗ lực để bảo toàn tỷ số cho đến khi tiếng còi mãn cuộc vang lên, qua đó trận đấu khép lại với chiến thắng 2–1 của Tây Ban Nha trước Anh.
Chiến thắng của Tây Ban Nha là chức vô địch Euro thứ tư của họ, sau những chiến thắng vào các năm 1964, 2008 và 2012, qua đó vượt qua kỷ lục của Đức để trở thành đội bóng đầu tiên có bốn lần vô địch Euro. Williams được vinh danh là cầu thủ xuất sắc nhất trận đấu, trong khi Rodri được trao danh hiệu Cầu thủ xuất sắc nhất giải đấu. Bên cạnh đó, Lamine Yamal nhận danh hiệu Cầu thủ trẻ xuất sắc nhất giải đấu, qua đó trở thành cầu thủ trẻ tuổi nhất vô địch một giải đấu lớn như Euro hay World Cup. Đây là trận chung kết thứ sáu có tỷ số này kể từ năm 1960, năm khai mạc của giải đấu, và đồng thời còn là trận chung kết thứ mười trong lịch sử được phân định thắng thua chỉ sau 90 phút thi đấu.

## Bối cảnh
Tây Ban Nha đã từng ba lần vô địch Euro vào các năm 1964, 2008 và 2012, qua đó trở thành đội bóng đồng sở hữu kỷ lục vô địch cùng với Đức. Kể từ sau năm 2012, Tây Ban Nha trải qua thời kỳ xuống dốc không phanh khi liên tục thất bại ở các giải đấu lớn, trong đó có FIFA World Cup 2014 – nơi họ đã để thua bạc nhược trước Hà Lan với tỷ số 5–1. Sau khi trải qua những thất bại cay đắng kể trên, liên đoàn bóng đá Hoàng gia Tây Ban Nha đã quyết định bổ nhiệm Luis de la Fuente làm huấn luyện viên trưởng của đội tuyển vào cuối năm 2022 với mong muốn thay đổi tình hình để khẳng định lại vị thế. Kể từ đó, dưới sự dẫn dắt của de la Fuente, Tây Ban Nha đã trải qua chuỗi phong độ thăng hoa qua việc liên tiếp giành được những kết quả khả quan và trình diễn một lối đá đẹp mắt, và thành quả đã đến với họ khi họ giành chức vô địch UEFA Nations League 2023. Với sự trở lại đầy mạnh mẽ, Tây Ban Nha bước vào giải đấu tại Đức với tư cách là một trong những ứng cử viên nặng ký cho chức vô địch.
Phía bên kia chiến tuyến, Anh được xem là một trong số những đội tuyển kỳ lạ nhất trong bóng đá thế giới khi chỉ giành chức vô địch một giải đấu lớn duy nhất cho đến nay là FIFA World Cup 1966. Kể từ sau sự kiện đó, Anh chưa từng vô địch bất kỳ một giải đấu lớn nào, bao gồm cả Euro và World Cup, dù cho họ đã sở hữu rất nhiều ngôi sao trong đội hình. Mọi chuyện bắt đầu thay đổi khi Gareth Southgate – người từng làm huấn luyện viên của câu lạc bộ Middlesbrough – được liên đoàn bóng đá Anh bổ nhiệm làm huấn luyện viên trưởng của đội tuyển vào cuối năm 2016. Dưới bàn tay của Southgate, đội tuyển Anh đã trải qua những chuỗi thành tích khác nhau, bao gồm việc tiến tới bán kết tại FIFA World Cup 2018 và giành hạng tư chung cuộc, giành hạng ba tại UEFA Nations League 2019, dừng bước ở vòng tứ kết tại FIFA World Cup 2022, và đáng chú ý nhất là từng giành á quân tại UEFA Euro 2020 trên chính mảnh đất quê hương của họ. Dù chưa thể chạm tay vào chiếc cúp vô địch dưới thời của Southgate, nhưng với những thành tích khá ấn tượng kể trên, Anh cũng tham gia giải đấu tại Đức với tư cách là một trong những ứng cử viên sáng giá cho chức vô địch.
Về lịch sử đối đầu, hai đội đã từng gặp nhau 27 lần, trong đó Anh thắng 14 trận, Tây Ban Nha thắng 10 trận và 3 trận còn lại đều kết thúc với tỷ số hòa. Họ đã bốn lần gặp nhau tại Euro, và Anh đều toàn thắng trong cả bốn lần gặp nhau tại giải. Lần gần nhất hai đội gặp nhau tại Euro là vào năm 1996, khi đó Anh giành chiến thắng trước Tây Ban Nha với tỷ số 4–2 trên chấm luân lưu ở vòng tứ kết, và vào thời điểm đó cá nhân Southgate cũng từng là cầu thủ có mặt trong trận đấu này. Trận thắng duy nhất của Tây Ban Nha trước Anh trong một giải đấu lớn là trận thắng 1–0 trong trận đấu vòng bảng của FIFA World Cup 1950, còn trận đấu gần nhất mà hai đội chạm trán nhau là hai lượt trận của hạng đấu A tại UEFA Nations League 2018–19, khi đó mỗi bên đều giành thắng lợi trên sân khách. Ngoài ra, đội tuyển U-21 của cả hai quốc gia cũng đã chạm trán nhau tại chung kết UEFA U-21 Euro 2023, khi Anh giành chiến thắng với tỷ số 1–0. Trong trận đấu đó có sự tham gia của ba cầu thủ hiện đã có tên trong danh sách thi đấu tại Euro 2024, bao gồm Alex Baena, Anthony Gordon và Cole Palmer.
Chỉ trong hơn một năm trở lại đây, nếu tính cả các trận đấu bóng đá nam, nữ, cấp độ trẻ và cấp độ chuyên nghiệp, đây là trận chung kết thứ tư mà Anh và Tây Ban Nha gặp nhau tại một giải đấu lớn, sau các trận chung kết của UEFA U-21 Euro 2023, FIFA Women's World Cup 2023 và UEFA Women's U-17 Euro 2024. Bên cạnh đó, với việc tiến vào trận chung kết, đội tuyển Anh có lần đầu tiên góp mặt trong trận chung kết của một giải đấu lớn được tổ chức bên ngoài quê hương.

## Địa điểm

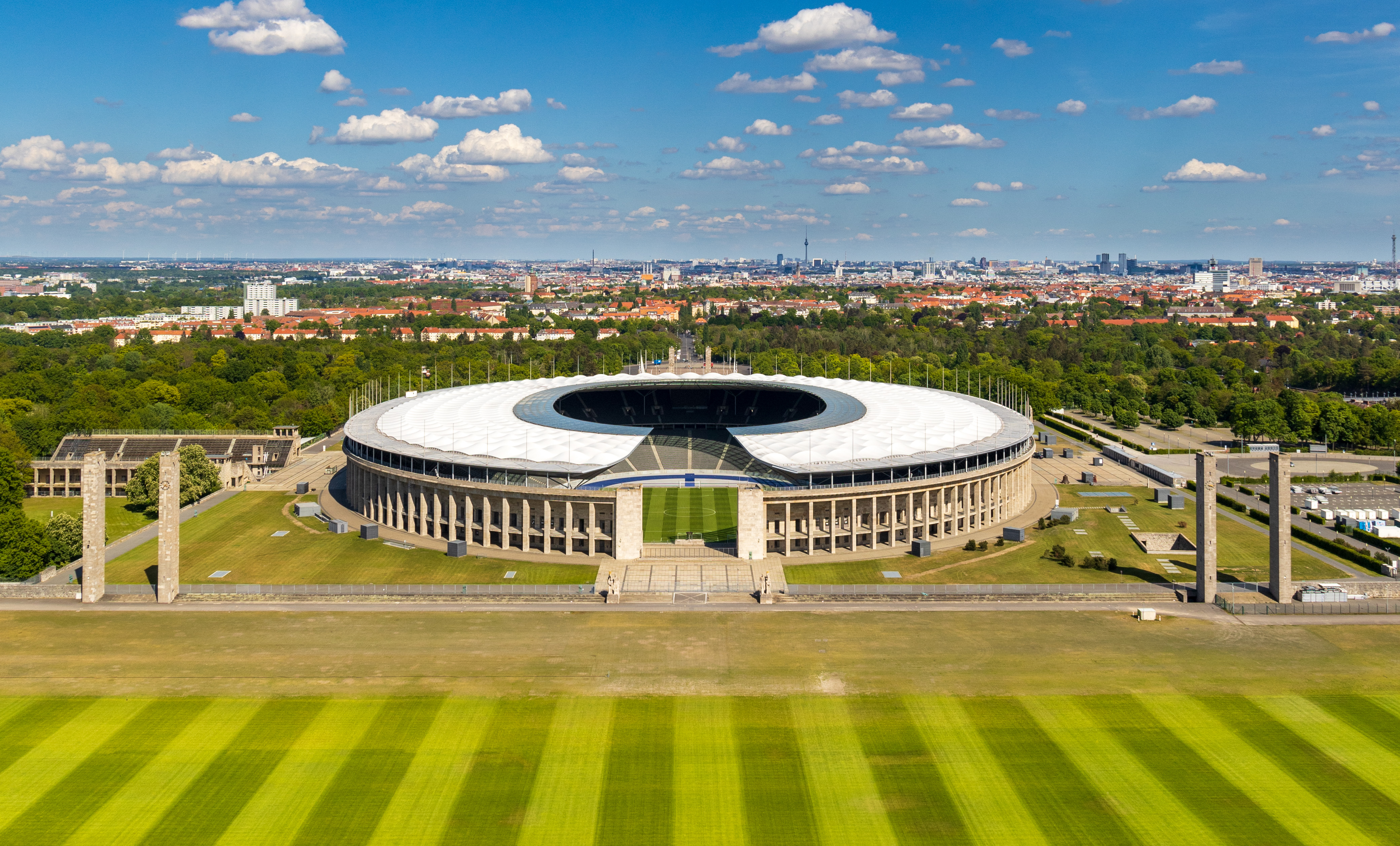
Sân vận động Olympic là nơi tổ chức trận chung kết của giải đấu.

Trận chung kết được tổ chức tại sân vận động Olympic ở Berlin, Đức, nằm ở vùng Westend của quận Charlottenburg-Wilmersdorf. Ngày 27 tháng 9 năm 2018, UEFA tuyên bố giải đấu được diễn ra tại Đức sau khi nước này đánh bại Thổ Nhĩ Kỳ trong buổi đấu thầu chọn nước chủ nhà ở Nyon, Thụy Sĩ. Sân vận động Olympic được Ủy ban điều hành UEFA chọn làm địa điểm chính thức cuối cùng của giải đấu vào tháng 5 năm 2022, nơi tổ chức ba trận đấu vòng bảng, một trận đấu vòng 16 đội và một trận tứ kết trong giải đấu.
Được xây dựng vào năm 1934, sân vận động Olympic khánh thành lần đầu vào năm 1936 tại công viên Olympic Berlin nhằm phục vụ riêng cho Thế vận hội Mùa hè 1936. Sân vận động do chính quyền của bang Berlin sở hữu và là sân nhà của câu lạc bộ bóng đá Hertha BSC từ năm 1963, và đây cũng là nơi mà đội tuyển bóng đá quốc gia Đức lựa chọn để thi đấu một số trận trên sân nhà. Sân vận động này cũng đã tổ chức một số trận cầu quan trọng, bao gồm một số trận đấu ở FIFA World Cup vào các năm 1974 và 2006, trong đó có trận chung kết giữa hai đội tuyển Ý và Pháp – trận đấu nổi tiếng với cú húc đầu kinh điển của Zinedine Zidane vào người của trung vệ Marco Materazzi, dẫn đến việc Zidane bị truất quyền thi đấu và Ý giành chiến thắng trong trận đấu với tỷ số 5–3 sau loạt sút luân lưu. Bên cạnh đó, đây còn là địa điểm tổ chức trận chung kết của giải DFB-Pokal hàng năm kể từ năm 1985, ngoài ra đây cũng là nơi tổ chức FIFA Women's World Cup 2011 và trận chung kết UEFA Champions League 2015 giữa Barcelona và Juventus.

## Đường đến chung kết

### Tây Ban Nha
|     | Đối thủ | Kết quả      |
| --- | ------- | ------------ |
| 1   | Croatia | 3–0          |
| 2   | Ý       | 1–0          |
| 3   | Albania | 1–0          |
| 1/8 | Gruzia  | 4–1          |
| TK  | Đức     | 2–1 (s.h.p.) |
| BK  | Pháp    | 2–1          |

Đội tuyển Tây Ban Nha giành quyền tham dự giải đấu đầy thuyết phục với tư cách là đội đứng nhất bảng A tại vòng loại, với việc thắng 7 trên 8 trận đấu và chỉ để thua Scotland ở lượt trận thứ hai. Được đánh giá là một trong những ứng cử viên sáng giá cho chiếc cúp vô địch, họ được xếp vào bảng B của giải đấu cùng với Croatia, Ý và Albania. Tây Ban Nha bắt đầu chiến dịch Euro của mình bằng một chiến thắng tưng bừng trước Croatia với tỷ số 3–0, nhờ các pha lập công của Alvaro Morata, Fabian Ruiz và Dani Carvajal ngay trong hiệp 1. Với việc được xếp đá chính ở trận này, Lamine Yamal trở thành cầu thủ trẻ tuổi nhất ra sân tại một kỳ Euro khi mới 16 tuổi và 338 ngày. Sang lượt trận thứ hai, Tây Ban Nha giành thắng lợi trước Ý – đương kim vô địch của Euro và là đối thủ không đội trời chung của họ – nhờ pha đốt lưới nhà của Riccardo Calafiori, qua đó giúp họ có được tấm vé vào vòng đấu loại trực tiếp của Euro tại Đức. Với việc chắc chắn có được vị trí đầu bảng, Tây Ban Nha đã xoay tua đội hình của mình khi cho các cầu thủ trụ cột nghỉ dưỡng sức trong trận đấu cuối cùng gặp Albania. Kết quả là Tây Ban Nha vẫn giành chiến thắng với pha lập công duy nhất của Ferran Torres, nhờ đó họ vẫn giữ ngôi đầu bảng B và cùng dắt tay với Ý để đi tiếp.
Ở vòng 16 đội, Tây Ban Nha vượt qua Gruzia – đội lần đầu tham dự Euro và đứng thứ ba bảng F – với chiến thắng nhàn nhã 4–1 nhờ các pha lập công của Rodri, Fabian Ruiz, Nico Williams và Dani Olmo, dù họ đã để cho Gruzia có bàn mở tỷ số bất ngờ từ pha đốt lưới nhà của Robin Le Normand. Đến trận tứ kết gặp đội chủ nhà Đức trong một trận cầu đầy căng thẳng kéo dài tới cả hiệp phụ, Tây Ban Nha vẫn giành chiến thắng với tỷ số 2–1 nhờ pha lập công của Dani Olmo và Mikel Merino, riêng Florian Wirtz là người gỡ hòa cho đội tuyển Đức nhưng chừng đó là không đủ để họ đi tiếp. Sau đó, Tây Ban Nha đối đầu với Pháp, đương kim á quân của FIFA World Cup 2022 và đã từng thắng họ ở các trận chung kết UEFA Euro 1984 và chung kết UEFA Nations League 2021. Mặc dù đã để cho Pháp có bàn mở tỷ số từ sớm với bàn thắng của Randal Kolo Muani, song Tây Ban Nha không hề nao núng và đã lội ngược dòng với tỷ số tương tự như ở trận tứ kết gặp Đức qua hai bàn thắng của Lamine Yamal và Dani Olmo. Với việc toàn thắng cả sáu trận đấu, Tây Ban Nha chính thức giành vé đến trận chung kết sau mười hai năm chờ đợi. Ngoài ra, với việc lập siêu phẩm vào lưới của đội tuyển Pháp, Yamal đã xô đổ nhiều kỷ lục để trở thành cầu thủ trẻ tuổi nhất ghi bàn tại một kỳ Euro.

### Anh
|     | Đối thủ  | Kết quả              |
| --- | -------- | -------------------- |
| 1   | Serbia   | 1–0                  |
| 2   | Đan Mạch | 1–1                  |
| 3   | Slovenia | 0–0                  |
| 1/8 | Slovakia | 2–1 (s.h.p.)         |
| TK  | Thụy Sĩ  | 1–1 (s.h.p.) (5–3 p) |
| BK  | Hà Lan   | 2–1                  |

Cũng giống như đội tuyển Tây Ban Nha, đội tuyển Anh cũng đã giành quyền tham dự giải đấu với tư cách là đội đứng nhất bảng C tại vòng loại, với việc thắng 6 trên 8 trận đấu. Tại giải đấu lần này, mặc dù được xếp vào bảng C, một bảng đấu dễ thở hơn khi có sự tham gia của Serbia, Đan Mạch và Slovenia, song hành trình vượt qua vòng bảng của đội tuyển Anh không hề dễ dàng. Ở trận đấu ra quân, Anh đã có chiến thắng đầu tay trước Serbia nhờ pha lập công duy nhất của Jude Bellingham. Sang trận đấu gặp Đan Mạch, màn tái đấu của trận bán kết vào năm 2021, Anh đã có bàn thắng từ sớm với pha lập công của Harry Kane, nhưng lại để cho Đan Mạch gỡ hòa với cú sút xa tuyệt đẹp của Morten Hjulmand, qua đó hai đội cầm hòa nhau với tỷ số 1–1. Những tưởng trận hòa với Đan Mạch sẽ giúp cho đội tuyển Anh chơi lột xác hơn ở trận đấu cuối cùng gặp Slovenia, song họ lại gây thất vọng khi để cho Slovenia cầm hòa mà không có bàn thắng nào được ghi, qua đó khép lại hành trình vòng bảng của mình với một trận thắng và hai trận hòa. Mặc dù đã chiếm được ngôi đầu bảng C, song màn trình diễn thiếu thuyết phục của đội tuyển Anh đã để lại những hoài nghi từ giới chuyên môn và người hâm mộ.
Mọi chuyện chỉ thật sự thay đổi khi đội tuyển Anh bước vào vòng đấu loại trực tiếp. Trong màn chạm trán với Slovakia ở vòng 16 đội, Anh đã để cho đối thủ dẫn bàn trước với pha lập công của Ivan Schranz, nhưng hai khoảnh khắc xuất thần của Jude Bellingham và Harry Kane đã giúp cho họ trở về từ cõi chết sau 120 phút thi đấu. Đến trận tứ kết gặp Thụy Sĩ, Anh lại để cho đối thủ dẫn bàn trước với bàn thắng của Breel Embolo, nhưng chỉ năm phút sau, Bukayo Saka đã gỡ hòa cho đội tuyển Anh bằng một siêu phẩm đẹp mắt, dẫn đến hai đội hòa nhau trong 90 phút thi đấu với tỷ số 1–1. Do không có thêm bàn thắng nào được ghi trong hiệp phụ, Anh bước vào loạt sút luân lưu cân não. Tại đây, thủ môn Jordan Pickford đã xuất sắc cản phá quả sút luân lưu của Manuel Akanji, còn các cầu thủ của đội tuyển Anh lần lượt thực hiện thành công những quả đá quyết định để giành vé vào trận bán kết, nơi họ chạm trán với Hà Lan. Mặc dù lại để cho đối thủ dẫn trước với pha lập công của Xavi Simons, song Anh đã có được bàn thắng gỡ hòa từ chấm phạt đền của Harry Kane. Những phút sau đó chứng kiến hai đội chơi giằng co và có phần thận trọng, tuy nhiên mọi chuyện đã kết thúc với Hà Lan khi Ollie Watkins tung ra cú sút đầy quyết đoán để hạ gục thủ môn Bart Verbruggen ở những phút cuối của hiệp hai, qua đó giúp cho đội tuyển Anh có lần thứ hai liên tiếp lọt vào trận chung kết trong lịch sử.

## Trước trận đấu
Ngày 11 tháng 7 năm 2024, UEFA xác nhận trọng tài người Pháp François Letexier được chọn làm trọng tài chính thức của trận chung kết, với hai người đồng hương Pháp Cyril Mugnier và Mehdi Rahmouni làm trợ lý trọng tài của trận đấu. Letexier đã được công nhận trở thành trọng tài FIFA vào năm 2017, và đã từng bắt chính 65 trận đấu của UEFA trong suốt sự nghiệp của mình, bao gồm cả trận siêu cúp châu Âu 2023. Trong mùa giải 2023–24, ông đã bắt chính 10 trận đấu tại UEFA Champions League và UEFA Europa League, đồng thời còn là trọng tài bàn của trận chung kết UEFA Champions League 2024. Tại giải đấu lần này, trước khi được bắt chính trận chung kết, Letexier đã từng cầm còi ba trận đấu, bao gồm hai trận đấu giữa Croatia – Albania và Đan Mạch – Serbia tại vòng bảng, và trận đấu giữa Tây Ban Nha – Gruzia tại vòng 16 đội. Bên cạnh đó, ông còn đảm nhận vị trí trọng tài bàn trong trận khai mạc của giải đấu giữa Đức – Scotland. Với việc được bắt chính trong trận chung kết, Letexier trở thành trọng tài trẻ tuổi nhất cầm còi trong một trận chung kết của Euro khi mới 35 tuổi, vượt qua kỷ lục của trọng tài người Thụy Điển Anders Frisk, người đã từng cầm còi cho trận chung kết UEFA Euro 2000 khi mới 37 tuổi.
Hai trọng tài người Ba Lan Szymon Marciniak – người từng cầm còi hai trận chung kết FIFA World Cup 2022 và chung kết UEFA Champions League 2023 – và Tomasz Listkiewicz được UEFA lần lượt chọn làm trọng tài bàn và trọng tài dự phòng, riêng trọng tài người Pháp Jérôme Brisard là người dẫn dắt tổ trợ lý trọng tài video. Ngoài ra, hai trọng tài Willy Delajod (người Pháp) và Massimiliano Irrati (người Ý) đều được chọn là những người trợ lý của tổ trợ lý trọng tài video.
Với tính chất quan trọng của một trận chung kết, các nguyên thủ quốc gia đã có mặt trên khán đài để theo dõi trận chung kết. Những nguyên thủ đại diện cho nước Anh theo dõi trận đấu này bao gồm Thái tử William – thành viên của Vương thất Anh và cũng là chủ tịch của liên đoàn bóng đá Anh, người đã từng tham dự trận chung kết UEFA Women's Euro 2022 trên sân vận động Wembley và trao huy chương vàng cho các cầu thủ của đội tuyển nữ Anh sau trận đấu, tân thủ tướng Anh Keir Starmer, Hoàng tử George và Bộ trưởng Bộ Văn hóa, Truyền thông và Thể thao Lisa Nandy. Vua Felipe VI, công chúa Sofía, thủ tướng Tây Ban Nha Pedro Sánchez và Bộ trưởng Bộ Giáo dục Pilar Alegría là những nguyên thủ đại diện cho nước Tây Ban Nha theo dõi trận chung kết trên khán đài. Ngoài ra, chủ tịch UEFA Aleksander Ceferin, tổng thống Đức Frank-Walter Steinmeier, thủ tướng Đức Olaf Scholz, những cựu danh thủ và các quan chức khác cũng đã đều có mặt trên sân để theo dõi sự kiện quan trọng này.
Buổi lễ bế mạc của Euro 2024 đã được tổ chức với chủ đề là tôn vinh giá trị của cái bắt tay. Hai nhóm từ vũ đoàn Đức Lunatix đã thu hút sự chú ý của khán giả khi tạo thành một "bức tường người" kép trong một điệu nhảy, theo đó họ sử dụng bàn tay và cánh tay của người biểu diễn để tạo ra các chuyển động đồng nhất với nhau. Sau khi kết thúc buổi trình diễn của vũ đoàn Lunatix với những tiếng pháo bắn vang trời trên sân vận động Olympic, những nghệ sĩ Meduza, Leony và Ryan Tedder – thành viên hát chính của ban nhạc OneRepublic – tham gia trình diễn ca khúc chủ đề của giải đấu mang tên "Fire" để khép lại buổi lễ bế mạc đầy cảm xúc.

## Trận đấu

### Hiệp 1

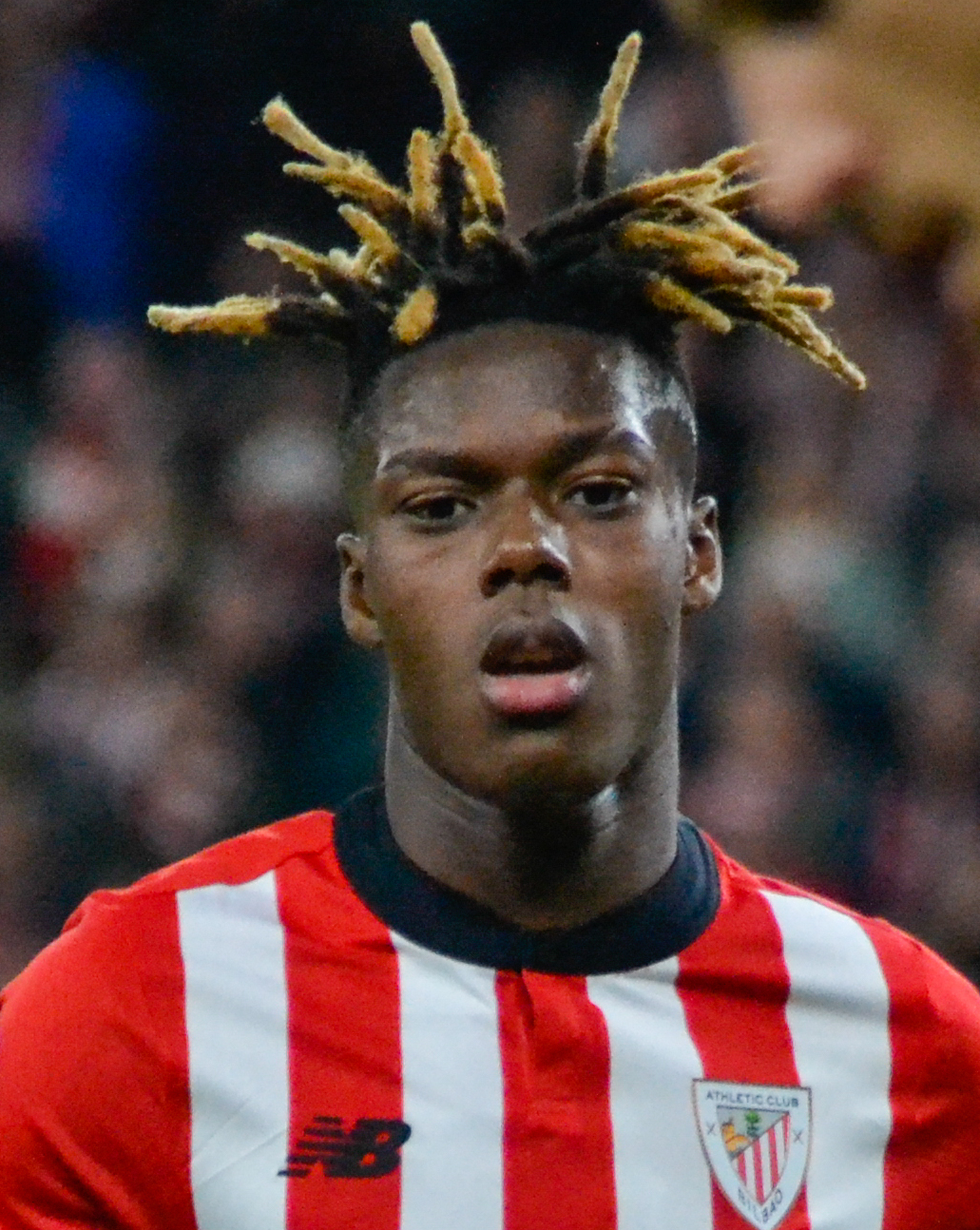
Với những đóng góp lớn trong khâu tấn công của Tây Ban Nha, trong đó có việc ghi bàn mở tỷ số, Nico Williams được bầu chọn là cầu thủ xuất sắc nhất trận chung kết.

Trận chung kết được bắt đầu vào lúc 21:00 theo giờ địa phương (18:00 UTC) trước sự chứng kiến của 65.600 khán giả trên sân, với Anh là đội giành quyền giao bóng trước. Nhiệt độ tại sân vận động Olympic khi trận đấu diễn ra là 22 °C (72 °F), trời có mây và có độ ẩm lên đến 53%. Trong hiệp 1, dù cho cả hai bên đều nhập cuộc tương đối thận trọng, nhưng Tây Ban Nha là đội có thế trận tốt hơn nên Anh đã bố trí một hàng phòng ngự chắc chắn để không cho các cầu thủ của đối phương có cơ hội tấn công. Sau mười phút chưa thể tiếp cận vào khung thành của đối thủ, Tây Ban Nha bắt đầu phản công nhanh ở phút thứ 12 khi Nico Williams có khoảng trống để xâm nhập cánh phải và tung ra cú sút ở góc gần, song John Stones đã can thiệp kịp thời. Sau đó, Tây Ban Nha thực hiện quả phạt góc, bóng đưa tới chỗ Rodri để anh bật cao đánh đầu chuyền cho Robin Le Normand, song bóng đi chệch hướng khỏi cột dọc. Tới phút thứ 23, trước áp lực của Rodri, Phil Foden mắc sai lầm khi anh chuyền bóng vào chân của Dani Olmo ở khu vực nguy hiểm, may mắn cho anh là các đồng đội đã can thiệp kịp thời và sửa sai. Sang đến phút thứ 36, Tây Ban Nha lại được hưởng quả phạt góc, nhưng cú sút sau đó của Olmo lại không qua được hàng phòng ngự của Anh. Thế trận trở nên căng thẳng khi hai đội chơi giằng co nhau, và đến phút thứ 43, Aymeric Laporte đã có một đường chuyền hướng xuống cánh trái để Alvaro Morata băng xuống nhưng anh không thể vượt qua sự truy cản kịp lúc của Marc Guehi và John Stones. Mãi đến phút thứ 45, Anh mới có cơ hội để phản công khi Jude Bellingham chặn bóng từ chân của Dani Carvajal và tổ chức tấn công nhanh bên cánh trái, sau đó anh chuyền cho Harry Kane để dứt điểm nhưng Rodri đã ngăn chặn kịp thời. Ngay sau đó, Kyle Walker băng lên rất nhanh ở cánh phải để phản công lại rồi bị Williams đốn ngã trên sân, giúp cho Anh được hưởng quả đá phạt trực tiếp. Trên chấm đá phạt, Declan Rice tung ra một đường chuyền hướng sang cột xa bên trái, và Foden sau đó có tình huống sút bóng đầy cố gắng nhưng Unai Simon đã khống chế thành công. Không có nhiều cơ hội thực sự nào được cả hai đội tạo ra, hiệp 1 của trận đấu khép lại với tỷ số hòa 0–0.

### Hiệp 2
Sang hiệp 2, Tây Ban Nha phải thay người bất đắc dĩ khi Rodri buộc phải rời sân vì chấn thương, và người vào sân thay cho anh là Martín Zubimendi. Tuy nhiên, bước ngoặt của trận đấu đã xảy ra theo cách không ai ngờ tới, khi ở phút thứ 47, hàng phòng ngự của Anh đã để cho Lamine Yamal xâm nhập bên cánh phải, sau đó anh chuyền sệt xuống bên cánh trái cho Williams lao xuống sút chìm chéo góc hạ gục thủ môn Jordan Pickford. Có bàn mở tỷ số, Tây Ban Nha cởi bỏ áp lực và chơi tấn công thanh thoát hơn khiến cho Anh gặp rất nhiều khó khăn. Phút thứ 55, Morata vượt qua sự truy cản của Guehi và Pickford để dứt điểm, song bóng đi chệch mục tiêu và bị Stones phá ra. Tiếp đó, Williams sút chìm chéo góc từ cự ly khoảng 25m nhưng bóng chệch cột trong gang tấc. Đến phút thứ 64, Bellingham đã thắp lên niềm hy vọng cho các cầu thủ Anh khi anh đã xoay người vượt qua Olmo và Carvajal để dứt điểm nhưng không trúng đích. Ba phút sau, Olmo chọc khe xuống bên phải để cho Yamal vượt qua Luke Shaw rồi tung ra cú cứa lòng sệt, nhưng bị thủ môn Pickford cản phá. Thế trận ngày càng trở nên khó khăn cho các cầu thủ Anh, nhưng đến phút thứ 73, sau pha phối hợp ăn ý giữa Bukayo Saka và Bellingham, Cole Palmer – người được tung vào sân từ băng ghế dự bị ở phút thứ 70 – đã tỏa sáng đúng lúc khi anh tung ra cú sút chìm vào góc xa ở cự ly 21m khiến cho thủ môn Simon phải bó tay. Tinh thần của các cầu thủ Anh được dâng cao sau bàn thắng gỡ hòa này, song họ không tấn công ngay mà tiếp tục lui về phòng ngự và chờ thời cơ để dứt điểm. Phút thứ 82, Tây Ban Nha phối hợp đập nhả ngay ở trung lộ, Olmo tạo cơ hội để cho Yamal tung ra cú sút nhưng thủ môn Pickford vẫn kịp phản xạ đúng lúc. Hai bên vẫn đang chơi giằng co rất quyết liệt, nhưng bi kịch một lần nữa lại xảy đến với Anh ở phút thứ 86, khi Marc Cucurella lao lên ở phía cánh trái rồi tạt sệt vào cho Mikel Oyarzabal dứt điểm ở góc gần, qua đó Tây Ban Nha tái lập thế dẫn trước. Biết không còn đường lui, Anh nhanh chóng tổ chức phản công hòng tìm kiếm bàn thắng gỡ hòa. Cơ hội cho họ đã đến ở phút thứ 90, khi từ tình huống đá phạt góc, Rice đánh đầu nhưng bị thủ môn Simon đẩy ra, sau đó Guehi đánh đầu bồi nhưng Olmo đánh đầu phá ra ngay trên vạch cầu môn. Cuối cùng, trận đấu đã kết thúc, Tây Ban Nha giành thắng lợi đầy kịch tính trước Anh với tỷ số chung cuộc 2–1 để chính thức lên ngôi vô địch lần thứ tư trong lịch sử Euro.

### Chi tiết
| Tây Ban Nha                    | 2–1      | Anh          |
| ------------------------------ | -------- | ------------ |
| - Williams 47' - Oyarzabal 86' | Chi tiết | - Palmer 73' |

| Tây Ban Nha | Anh |

| TM                | 23 | Unai Simón        |     |     |
| HV                | 2  | Dani Carvajal     |     |     |
| HV                | 3  | Robin Le Normand  |     | 83' |
| HV                | 14 | Aymeric Laporte   |     |     |
| HV                | 24 | Marc Cucurella    |     |     |
| TV                | 16 | Rodri             |     | 46' |
| TV                | 8  | Fabián Ruiz       |     |     |
| TV                | 19 | Lamine Yamal      |     | 89' |
| TV                | 10 | Dani Olmo         | 31' |     |
| TV                | 17 | Nico Williams     |     |     |
| TĐ                | 7  | Álvaro Morata (c) |     | 68' |
| Thay người:       |    |                   |     |     |
| TV                | 18 | Martín Zubimendi  |     | 46' |
| TĐ                | 21 | Mikel Oyarzabal   |     | 68' |
| HV                | 4  | Nacho Fernández   |     | 83' |
| TV                | 6  | Mikel Merino      |     | 89' |
| Huấn luyện viên:  |    |                   |     |     |
| Luis de la Fuente |    |                   |     |     |

| TM               | 1  | Jordan Pickford |       |     |
| HV               | 2  | Kyle Walker     |       |     |
| HV               | 5  | John Stones     | 53'   |     |
| HV               | 6  | Marc Guéhi      |       |     |
| TV               | 7  | Bukayo Saka     |       |     |
| TV               | 26 | Kobbie Mainoo   |       | 70' |
| TV               | 4  | Declan Rice     |       |     |
| TV               | 3  | Luke Shaw       |       |     |
| TV               | 11 | Phil Foden      |       | 89' |
| TV               | 10 | Jude Bellingham |       |     |
| TĐ               | 9  | Harry Kane (c)  | 25'   | 61' |
| Thay người:      |    |                 |       |     |
| TĐ               | 19 | Ollie Watkins   | 90+2' | 61' |
| TV               | 20 | Cole Palmer     |       | 70' |
| TĐ               | 17 | Ivan Toney      |       | 89' |
| Huấn luyện viên: |    |                 |       |     |
| Gareth Southgate |    |                 |       |     |

| Cầu thủ xuất sắc nhất trận: Nico Williams (Tây Ban Nha) Trợ lý trọng tài: Cyril Mugnier (Pháp) Mehdi Rahmouni (Pháp) Trọng tài bàn: Szymon Marciniak (Ba Lan) Trọng tài dự phòng: Tomasz Listkiewicz (Ba Lan) Trợ lý trọng tài video: Jérôme Brisard (Pháp) Trợ lý tổ trợ lý trọng tài video: Willy Delajod (Pháp) Massimiliano Irrati (Ý) | Luật trận đấu - 90 phút - 30 phút hiệp phụ nếu cần thiết - Sút luân lưu nếu vẫn có tỷ số hòa - Có tối đa 15 cầu thủ dự bị - Được phép thay tối đa 5 cầu thủ dự bị, và được phép thay thêm 1 cầu thủ dự bị nữa trong hiệp phụ |

### Thống kê
| Chỉ số thống kê       | Tây Ban Nha | Anh |
| --------------------- | ----------- | --- |
| Số bàn thắng được ghi | 0           | 0   |
| Tổng số cú sút        | 5           | 3   |
| Số cú sút trúng đích  | 0           | 1   |
| Số lần cản phá        | 1           | 0   |
| Kiểm soát bóng        | 66%         | 34% |
| Phạt góc              | 6           | 1   |
| Số pha phạm lỗi       | 6           | 2   |
| Lỗi việt vị           | 0           | 0   |
| Thẻ vàng              | 1           | 1   |
| Thẻ đỏ                | 0           | 0   |

| Chỉ số thống kê       | Tây Ban Nha | Anh |
| --------------------- | ----------- | --- |
| Số bàn thắng được ghi | 2           | 1   |
| Tổng số cú sút        | 10          | 6   |
| Số cú sút trúng đích  | 5           | 2   |
| Số lần cản phá        | 1           | 3   |
| Kiểm soát bóng        | 59%         | 41% |
| Phạt góc              | 4           | 1   |
| Số pha phạm lỗi       | 5           | 3   |
| Lỗi việt vị           | 1           | 0   |
| Thẻ vàng              | 0           | 2   |
| Thẻ đỏ                | 0           | 0   |

| Chỉ số thống kê       | Tây Ban Nha | Anh |
| --------------------- | ----------- | --- |
| Số bàn thắng được ghi | 2           | 1   |
| Tổng số cú sút        | 15          | 9   |
| Số cú sút trúng đích  | 5           | 3   |
| Số lần cản phá        | 2           | 3   |
| Kiểm soát bóng        | 63%         | 37% |
| Phạt góc              | 10          | 2   |
| Số pha phạm lỗi       | 11          | 5   |
| Lỗi việt vị           | 1           | 0   |
| Thẻ vàng              | 1           | 3   |
| Thẻ đỏ                | 0           | 0   |

## Sau trận đấu
Giorgio Chiellini, đội trưởng của đội tuyển Ý vô địch Euro 2020 và là đồng đội cũ của Morata trong màu áo Juventus, là người đã mang cúp vào sân để chuẩn bị trao cho đội tuyển Tây Ban Nha. Chủ tịch UEFA Aleksander Čeferin cũng đã có mặt trên sân vận động trong buổi lễ trao giải để trao huy chương và cúp cho Álvaro Morata – đội trưởng của đội tuyển bóng đá quốc gia Tây Ban Nha.
Nico Williams được vinh danh là cầu thủ xuất sắc nhất trận đấu, còn Rodri – một cầu thủ khác của Tây Ban Nha – được trao danh hiệu Cầu thủ xuất sắc nhất giải đấu với những màn trình diễn xuất sắc của mình xuyên suốt mùa giải. Lamine Yamal, cầu thủ trẻ của Tây Ban Nha vừa tròn 17 tuổi một ngày trước trận chung kết, được UEFA trao tặng danh hiệu Cầu thủ trẻ xuất sắc nhất giải đấu, qua đó trở thành cầu thủ trẻ tuổi nhất góp mặt trong một trận chung kết UEFA Euro hoặc FIFA World Cup, và đồng thời còn trở thành cầu thủ trẻ tuổi nhất vô địch một giải đấu lớn như trên.